# ریوهی سوزوکی
ریوهی سوزوکی (به ژاپنی: 鈴木 亮平 Suzuki Ryōhei)؛(زادهٔ ۲۹ مارس ۱۹۸۳) هنرپیشه ژاپنی است. از فیلم‌ها و مجموعه‌های تلویزیونی‌ای که وی در آن نقش داشته‌است، می‌توان به خواهر کوچک ما و سگودون در نقش سایگو تاکاموری اشاره کرد.